# 花束

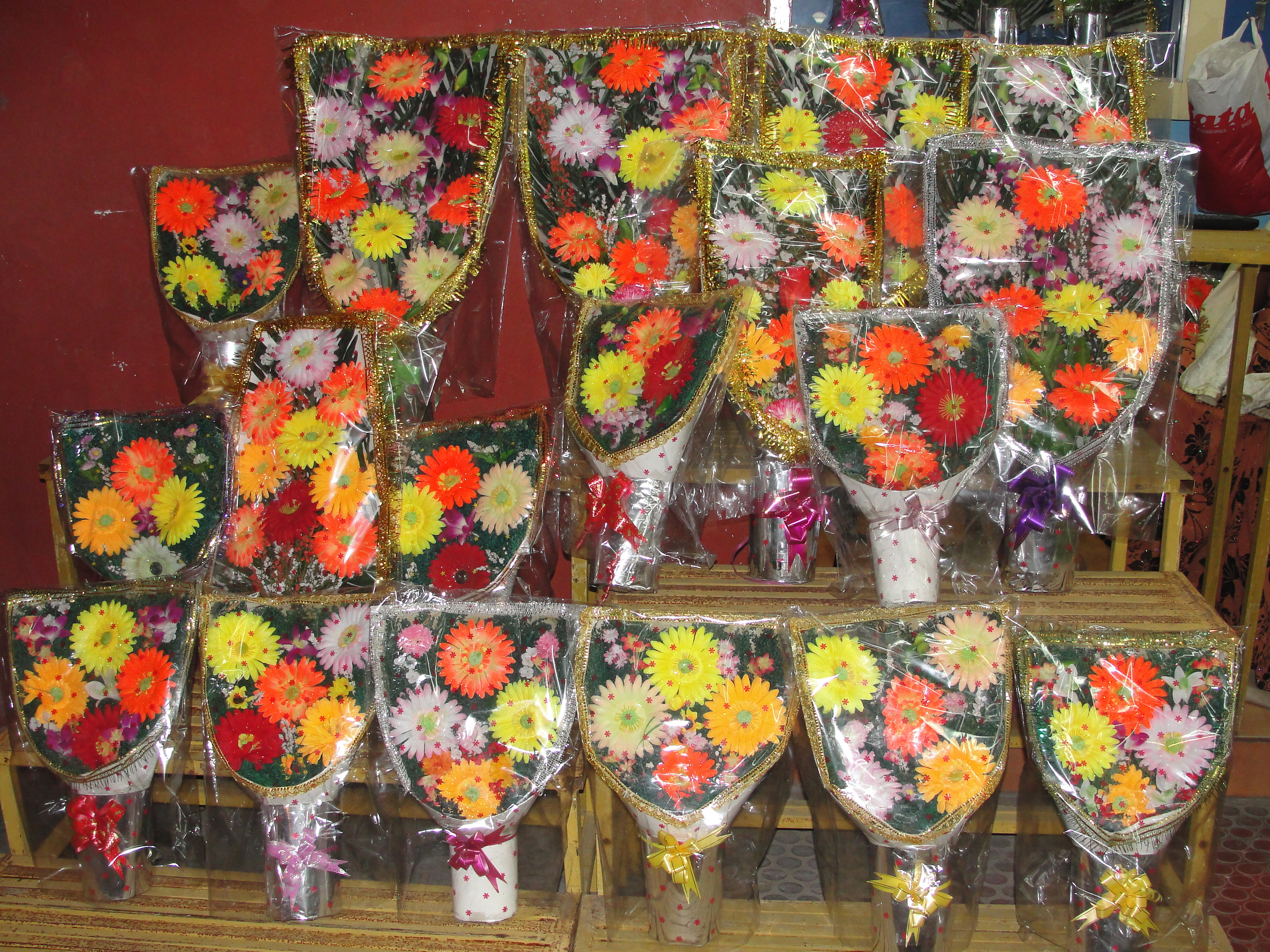
花店中售賣預先包裝好的花束

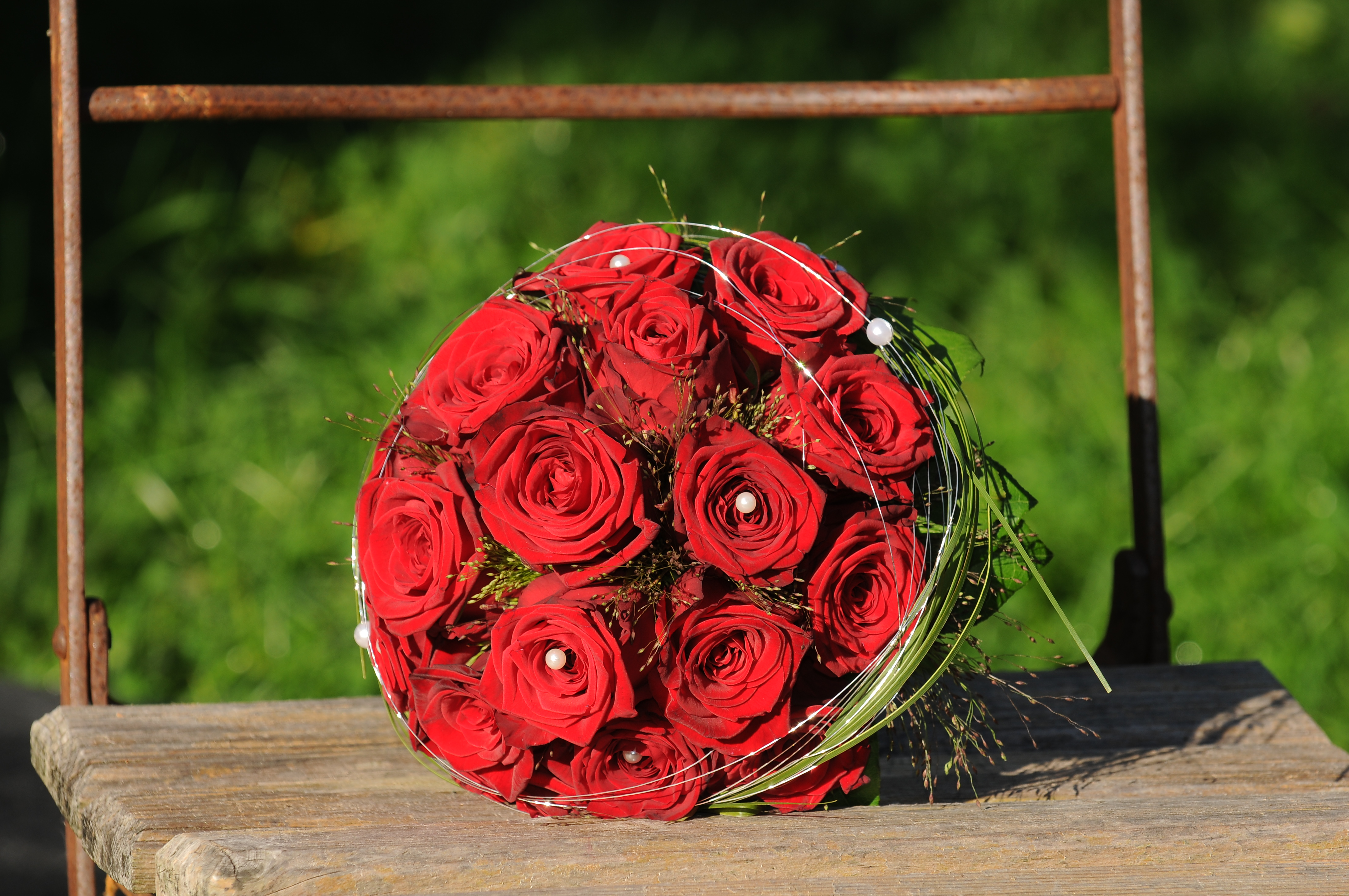
球形花束

花束是把花製成可以用手持的裝飾形式，常用作禮物之用。花束也出现在一些特别的场合，例如生日派对或结婚纪念日上。花束同时也被广泛地用于婚礼上。传统上，新娘会手捧花束，而伴娘将在典礼进行时接手。婚礼完毕后，新娘会将花束过肩抛向空中。人们相信，接到新娘抛出的花束的人将是下一个步入婚姻殿堂的人。这个习俗也许与金苹果的传说有关。
年复一年，大约是由于传统的原因，上层阶级的新娘被要求在在去教堂的路上手捧一束玫瑰或其它鲜花，用以避免体臭扩散和驱逐恶鬼。
不少花店都有訂花服務，而花束更是他們的主要售賣貨品。
一束花的花朵種類和數量，能夠用於不同的場合及帶出意義。
。